# Хомутов Владислав Денисович
Владисла́в Дени́сович Хомуто́в (нар. 4 червня 1998, Донецьк, Україна) — український футболіст, півзахисник словацького клубу «ШТК 1914 Шаморін».

## Життєпис

### Ранні роки
Вихованець ДЮСШ донецьких «Шахтаря» та «Олімпіка». Із 2011 по 2014 рік провів у чемпіонаті ДЮФЛ 38 матчів, забивши 5 голів.

### Клубна кар'єра

#### «Олімпік»
3 жовтня 2014 року дебютував у молодіжній (U-21) команді «Олімпіка» в домашньому поєдинку проти львівських «Карпат». За юнацьку (U-19) команду дебютував 6 жовтня того ж року у виїзній грі проти донецького «Шахтаря». У сезоні 2015/16 у складі команди U-19 став срібним призером чемпіонату та найкращим бомбардиром турніру, випередивши лише на 1 гол Дмитра Заїкина.
15 травня 2016 року дебютував у Прем'єр-лізі у виїзному матчі проти дніпропетровського «Дніпра», замінивши на 72-й хвилині Володимира Лисенка. Наприкінці липня того ж року було повідомлено, що Владислав може стати гравцем бельгійського «Генка».

#### «Чорноморець» (Одеса)
13 липня 2018 року стало відомо, що Хомутов став гравцем одеського «Чорноморця».

#### «ВіОн» (Злате Моравце)
13 лютого 2019 року стало відомо, що Владислав Хомутов став гравцем словацького клубу «ВіОн» (Злате Моравце).

## Статистика
Статистичні дані наведено станом на 19 листопада 2016 року
| Клуб      | Ліга         | Сезон   | Чемпіонат | Чемпіонат | Кубок | Кубок | U-21 | U-21 |
| Клуб      | Ліга         | Сезон   | Ігри      | Голи      | Ігри  | Голи  | Ігри | Голи |
| --------- | ------------ | ------- | --------- | --------- | ----- | ----- | ---- | ---- |
| «Олімпік» | Прем'єр-ліга | 2014/15 |           |           |       |       | 16   | 1    |
| «Олімпік» | Прем'єр-ліга | 2015/16 | 1         | 0         |       |       | 14   | 0    |
| «Олімпік» | Прем'єр-ліга | 2016/17 | 10        | 0         | 1     | 0     | 1    | 0    |

## Родина
Батьком Владислава є український футболіст і тренер Денис Олександрович Хомутов.